# Vejle Stadsarkiv

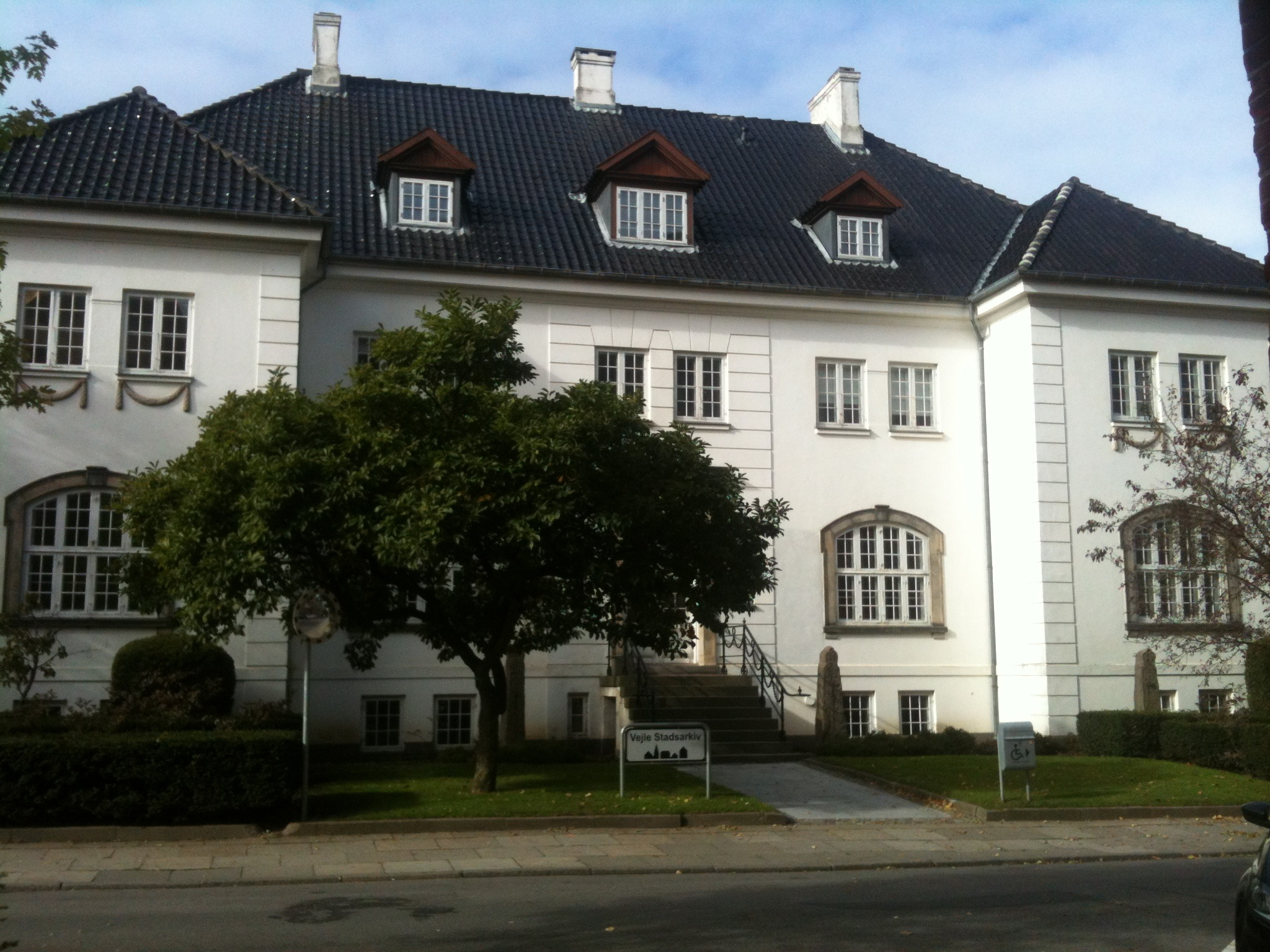

Das Vejle Stadsarkiv (dt. Vejler Stadtarchiv) ist das Archiv der dänischen Kommune Vejle. Derzeitige Leiterin des Archivs (Stand Februar 2013) ist Susanne Conradsen.

## Geschichte
Die Ursprünge des Archivs liegen in der heimatgeschichtlichen Sammlung der Lehrer Fredy Jensen (1933–1988) und William Rosenkilde (1925–2002). Die beiden sammelten seit den 1960er-Jahren Quellen für den Unterrichtsbedarf. Das Vejle Byhistoriske Arkiv (dt. Vejler Stadthistorisches Archiv) wurde 1967 gegründet, anlässlich einer Schenkung von lokalhistorischen Filmen an Jensen und Rosenkilde.
Ein Jahr später konnte die Sammlung aus den Häusern der Lehrer in eigenen Raum im Keller der Nørremarkskole umziehen. Die beiden Lehrer legten Augenmerk auf die Sammlung von Fotografien und konnten diese 1976 durch die Teilnahme am Projekt Billedstormen im damaligen Vejle Amt vermehren. In dessen Rahmen wurde die Bevölkerung aufgefordert, private Quellen zur Heimatgeschichte zu schenken oder zumindest zur Kopie auszuleihen.
Ein ähnliches Projekt fand im Jahr 1982 unter der Leitung des Archivars Asbjørn Hellum statt. Dieser wurde drei Jahre später Archivleiter, was er bis zu seiner Ernennung zum rigsarkivar im November 2009 blieb.
1987 zog das Archiv in das ehemalige Käselager von Danske Ostermejeriers Fælleslager og Osteeksport (DOFO), das mittlerweile in ein Kulturhaus namens Domus umgebaut worden war. Nun verfügte es auch über Büroräume und einen Lesesaal. Ein Jahrzehnt später zog das Archiv abermals um und zwar in das ehemalige Verwaltungsgebäude des Süßigkeitenherstellers Dandy. Zwei Jahre zuvor war es eine eigenständige Gemeindeinstitution mit der Aufgabe auch die kommunalen Bestände zu archivieren geworden. Aus diesem Grund wurde das Archiv zunächst in Vejle Byhistoriske Arkiv og Stadsarkiv und später in Vejle Stadsarkiv umbenannt worden. Mit der Gebietsreform 2007 änderte sich die Größe der Vejle Kommune und damit auch der Zuständigkeitsbereich des Archivs, das mittlerweile auch über ein Zwischenarchiv verfügte.
2008 präsentierte das Archiv das Webprojekt vejlefilm.dk, auf dessen Website Filme zur kommunalen Geschichte sehbar sind.
Das Stadtwiki Vejlewiki, das Vejle und Umgebung umfasst, wird vom Archiv betrieben. Derzeit (Stand April 2013) beinhaltet das Wiki knapp 650 Artikel.